# Mer de Norvège
La mer de Norvège est une mer bordière de l'océan Arctique qui borde essentiellement la péninsule Scandinave à l'est et l'île Jan Mayen à l'ouest,. En 2008, la déclaration d'Ilulissat [uniquement signée par les cinq États circumpolaires : le Danemark (Groenland), la Norvège, la Russie, les États-Unis et le Canada] définissait comme limite sud de l'océan Arctique le cercle polaire arctique, ce qui placerait par conséquent une partie de la mer de Norvège dans l'océan Atlantique. En France, le Conseil national de l'information géographique a repris la classification des espaces maritimes choisie par l'Organisation hydrographique internationale.

## Géographie

### Limites
L'Organisation hydrographique internationale définit les limites de la mer de Norvège comme il suit :
- Au nord-est: une ligne joignant l'extrémité sud-ouest de l'île Spitzberg au  cap Nord de l'île aux Ours, puis à travers cette île jusqu'au cap Bull (en norvégien Kapp Bull), et de là jusqu'au cap Nord, en Norvège (71° 10′ 13″ N, 25° 47′ 03″ E).
- Au sud-est: la côte ouest de la Norvège entre le cap Nord et la péninsule Stadlandet (cap Stadt) (62° 11′ 15″ N, 5° 06′ 12″ E).
- Au sud: depuis un point de la côte occidentale norvégienne, à la latitude de 61°00'N, puis le long de ce parallèle jusqu'à la longitude 0°53'W, de là une ligne jusqu'à l'extrémité nord-est de l'île de Fugloy (îles Féroé) (62° 20′ 50″ N, 6° 18′ 36″ O) et de là à l'extrémité est du promontoire de Gerpir, en Islande;
- À l'ouest: une ligne joignant l'extrémité sud-ouest de l'île Spitzberg au point le plus septentrional de  l'île Jan Mayen, ensuite le long de la côte occidentale de cette île jusqu'à son extrémité méridionale et de là une ligne jusqu'à l'extrémité orientale du promontoire de Gerpir (65° 04′ 36″ N, 13° 30′ 44″ O), en Islande.

Il est utile de préciser que  la mer de Norvège ne descend pas en dessous du 61e parallèle qu'elle longe depuis le Nord des îles Shetland jusqu'à l'île d'Ytre Sula (en), en Norvège.

### Généralités
La mer de Norvège communique au sud-ouest avec l'océan Atlantique, au sud avec la mer du Nord, au nord-est avec la mer de Barents et au nord-ouest avec la mer du Groenland.
Elle couvre une superficie d'environ 1,1 million de kilomètres carrés. Au contraire de la mer du Nord et de la mer de Barents qui la jouxtent, la mer de Norvège ne couvre qu'une faible superficie de plateau continental et elle atteint des profondeurs pouvant aller jusqu'à 4 000 mètres.

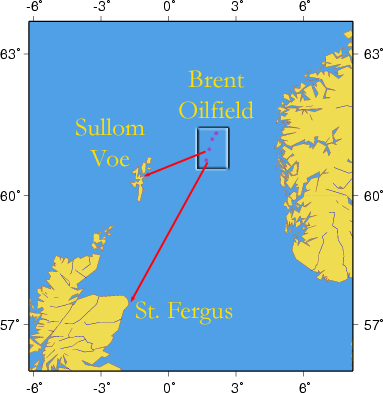
Champ pétrolifère et gazier de Brent

La côte norvégienne est découpée en de multiples fjords et îles comme les îles Lofoten.
Le plateau continental s'y est effondré, produisant le plus important des mégatsunamis en Europe du Nord-Ouest dont les traces soient conservées

## Ressources en hydrocarbures
Le fond, d'une forme très inégale, est riche en gaz naturel et en pétrole.
La partie orientale de cette zone, malgré une sismicité significative à importante, est aujourd'hui exploitée par plusieurs plateformes pétrolières offshore ; en particulier le champ gazier d'Ormen Lange (découvert en 1997 et exploité depuis septembre 2007), situé sur une ancienne zone d'effondrement du plancher marin. Il est, par ses réserves, le deuxième champ de gaz norvégien, juste après le champ gazier de Troll, également exploité. Norsk Hydro, opérateur sur le gisement de gaz d'Ormen Lange, a fait étudier le risque d'un nouveau glissement de terrain dans la zone et cherche à comprendre les causes de cet effondrement. Il a dû adapter son design d'installations immergées (pipe-lines notamment) aux fonds marins déstructurés par les nombreuses terrasses successives d'effondrement et zones de fluxions ou de cônes d'éboulement. Plusieurs cicatrices d'effondrement du même type que celle laissée par l'effondrement de Storegga sont connues autour des mers du Nord et de Norvège (dont deux autres de grande taille, plus au nord et en pleine mer) et quelques-unes plus petites au bord du Groenland et de l'Écosse.

## Ressources naturelles
Les zones côtières servent à de nombreuses espèces de poissons provenant de l'Atlantique Nord, tel que le saumon, comme zone de frai. La bordure du plateau continental abrite une riche biodiversité.
On y trouvait autrefois abondance de certains grands cétacés et le thon rouge du Nord.

## Courants et circulation des eaux
La dérive nord atlantique assure toute l'année des températures régulières, qui se situent à environ 10 degrés au-dessus de la moyenne correspondant à la latitude. Avec la mer du Groenland voisine, la mer de Norvège constitue le point de départ des eaux profondes de l'Atlantique Nord : l'eau chaude et salée s'y refroidit et s'enfonce dans les profondeurs. Il s'agit donc d'un endroit capital pour la formation et le maintien de la circulation thermohaline. À l'ouest de la mer de Norvège, on rencontre un autre courant important, froid cette fois. Il s'agit du courant transpolaire, orienté nord-sud, dont une branche pénètre en mer de Norvège au nord de Jan Mayen et dont l'origine se situe vers le pôle. Il est alimenté par trois courants subalternes qui se forment dans les mers de Kara, des Laptev et de Sibérie orientale. Cependant la principale branche de ce courant est constituée par le courant du Groenland, dans la mer du même nom.

## «Géorisque»
C'est une zone où les tremblements de terre, d'intensité (magnitude) faible ou moyenne sont néanmoins nombreux. En termes de fréquence des tremblements de terre, le risque sismique semble le plus élevé le long de la côte norvégienne, sur une zone qui a déjà connu des effondrements sous-marins, dont ceux de Storegga' qui sont considérés comme ayant été les plus grands glissements de terrain actuellement connus en Europe. Ils ont causé au moins un mégatsunami qui s'est propagé à des centaines de kilomètres. Les géologues estiment que si un tel évènement devait se reproduire, même à moindre ampleur, ses conséquences sur les installations offshore (plateforme, puits et système de pipelines et gazoducs posés sur le fond) seraient catastrophiques (il y a actuellement environ 700 installations offshore en mer du Nord).
Plus au nord/centre et à grande profondeur, on trouve aussi d'importants volcans de boues qui forment des monts sous-marins.